# Bukowiec (gmina)
Pour les articles homonymes, voir Bukowiec.
Bukowiec est une gmina rurale du powiat de Świecie, Couïavie-Poméranie, dans le centre-nord de la Pologne. Son siège est le village de Bukowiec, qui se situe environ 14 km à l'ouest de Świecie et 39 km au nord-est de Bydgoszcz.
La gmina couvre une superficie de 111 km2 pour une population de 5 122 habitants.

## Géographie
La gmina est bordée par les gminy de Dubeninki, Filipów, Jeleniewo, Suwałki et Wiżajny.